# 6482 Steiermark
6482 Steiermark (1989 AF7) là một tiểu hành tinh vành đai chính được phát hiện ngày 10 tháng 1 năm 1989 bởi F. Borngen ở Tautenburg.